# Stefan Szejnman

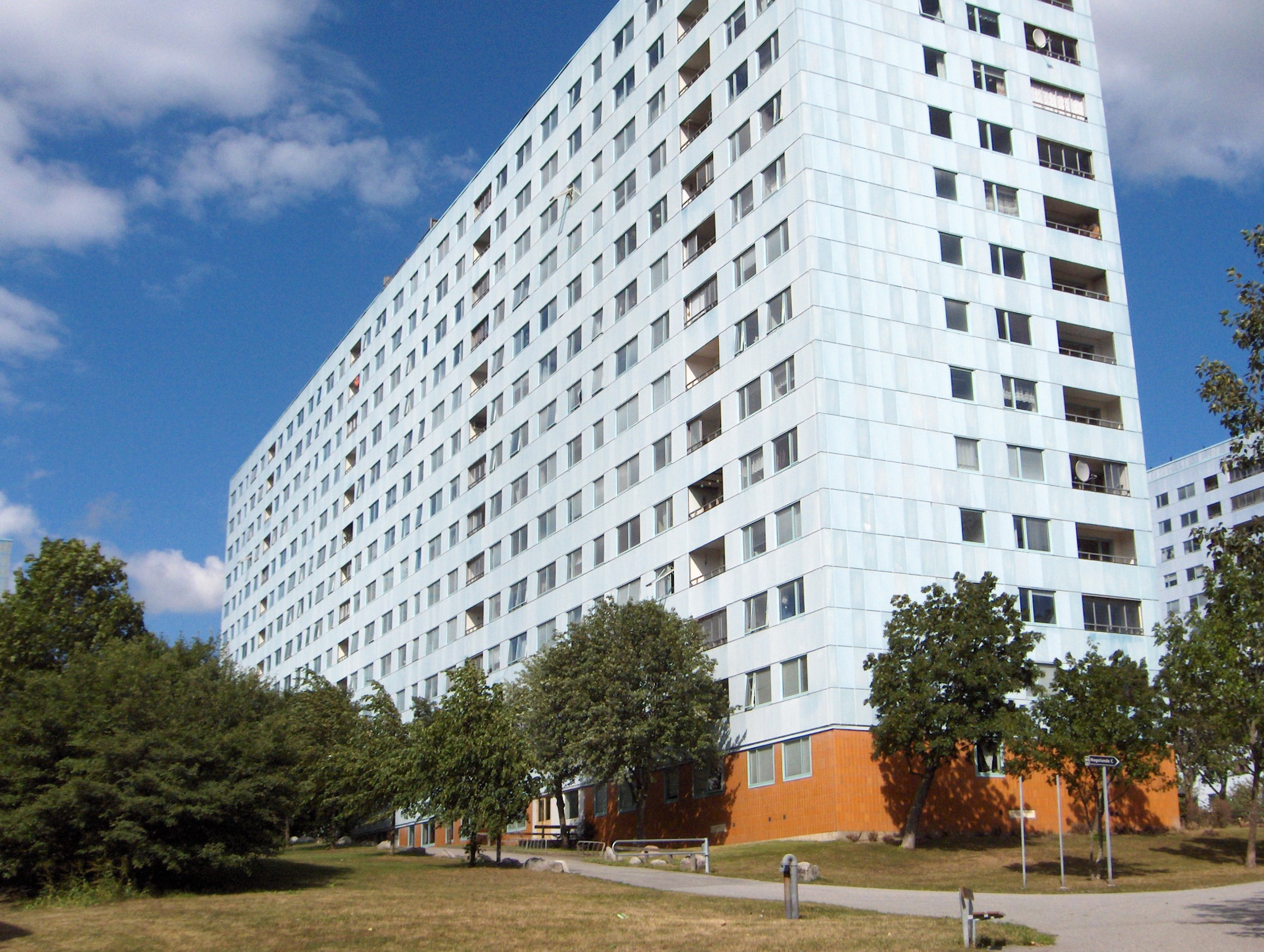
Blå husen i Hagalund.

Stefan Szejnman, född 5 september 1922 i Warszawa, död 30 maj 2017, var en polsk-svensk arkitekt.
Szejnman, som är son till civilingenjör Leon Szejnman och tandläkare Gustawa Jarblum, avlade studentexamen i Warszawa 1939, bedrev arkitektstudier vid Politechnika Warszawska 1940, studerade vid Stockholms högskola 1944–1945 och utexaminerades från Kungliga Tekniska högskolan 1956. Han var anställd olika arkitektkontor och bedrev egen arkitektverksamhet från 1952. 1961 inledde han samarbete med arkitekten Ragnar Westrin. De arbetade tillsammans med en mångfald projekt för bland annat kommunala bostadsstiftelser i Arvika och Nyköping. De vann första pris i tävlingen om Mörbylunds bostadsområde i Danderyd 1972. Året därpå ritade de så kallade "blå husen" i Hagalund i Solna.